# Laticauda colubrina
Laticauda colubrina е вид змия от семейство Аспидови (Elapidae).

## Разпространение
Видът е разпространен в целия източен Индийски океан и западната част на Тихия океан. Може да се види от източния бряг на Индия, по крайбрежието на Бенгалския залив в Бангладеш, Мианмар и други части на Югоизточна Азия, до Малайския архипелаг и до някои части на южен Китай, Тайван и островите Рюкю на Япония. Видът е често срещан и в близост до Фиджи и други тихоокеански острови в обсега му. Няколко индивида са регистрирани в Австралия, Нова Каледония и Нова Зеландия.